# Abla
Abla est une commune de la province d'Almería, Andalousie, en Espagne.

## Géographie

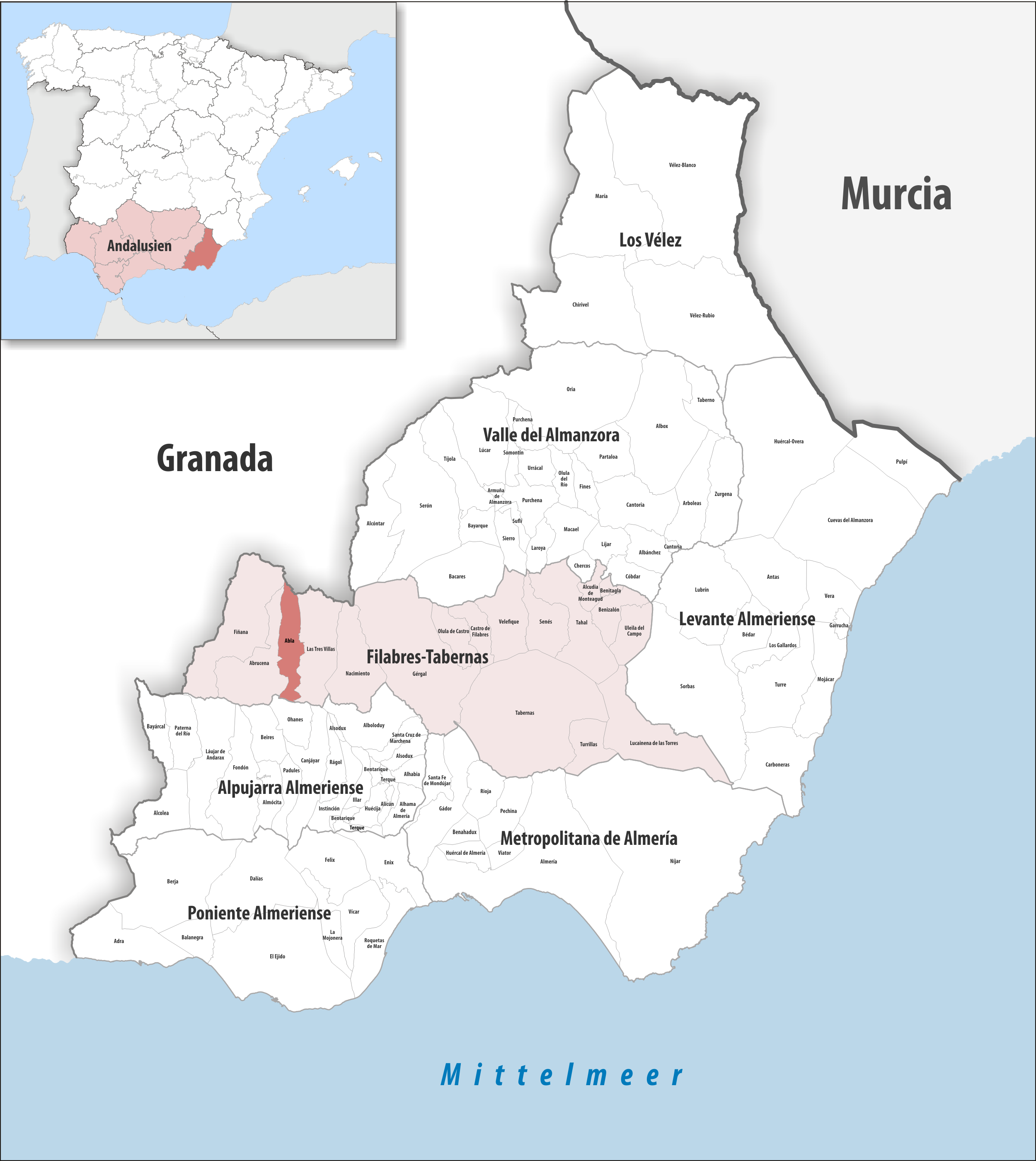
Abla dans la comarque Filabres-Tabernas, province d'Almería / en Andalousie

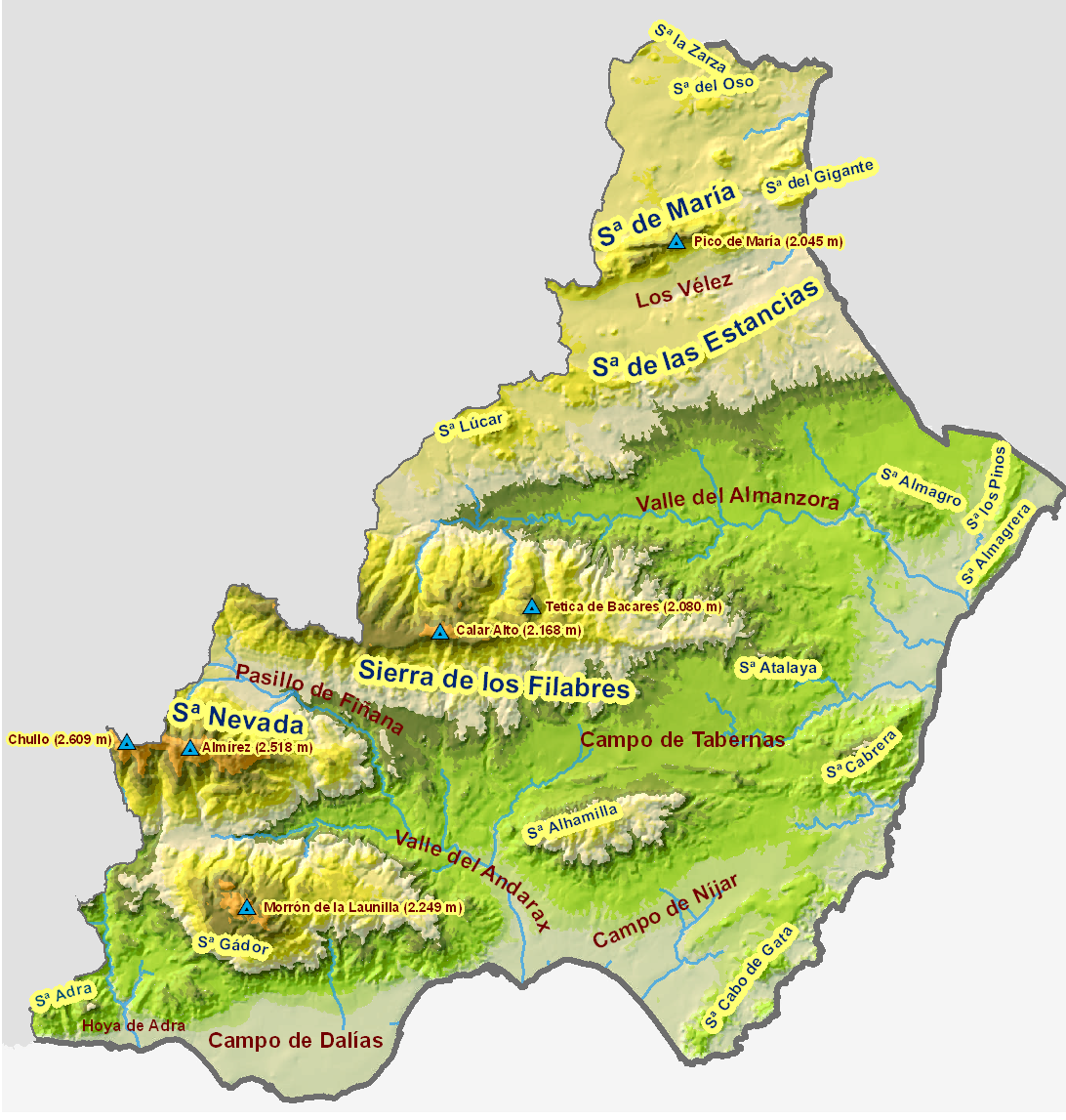
Schéma des montagnes de la province d'Almeria

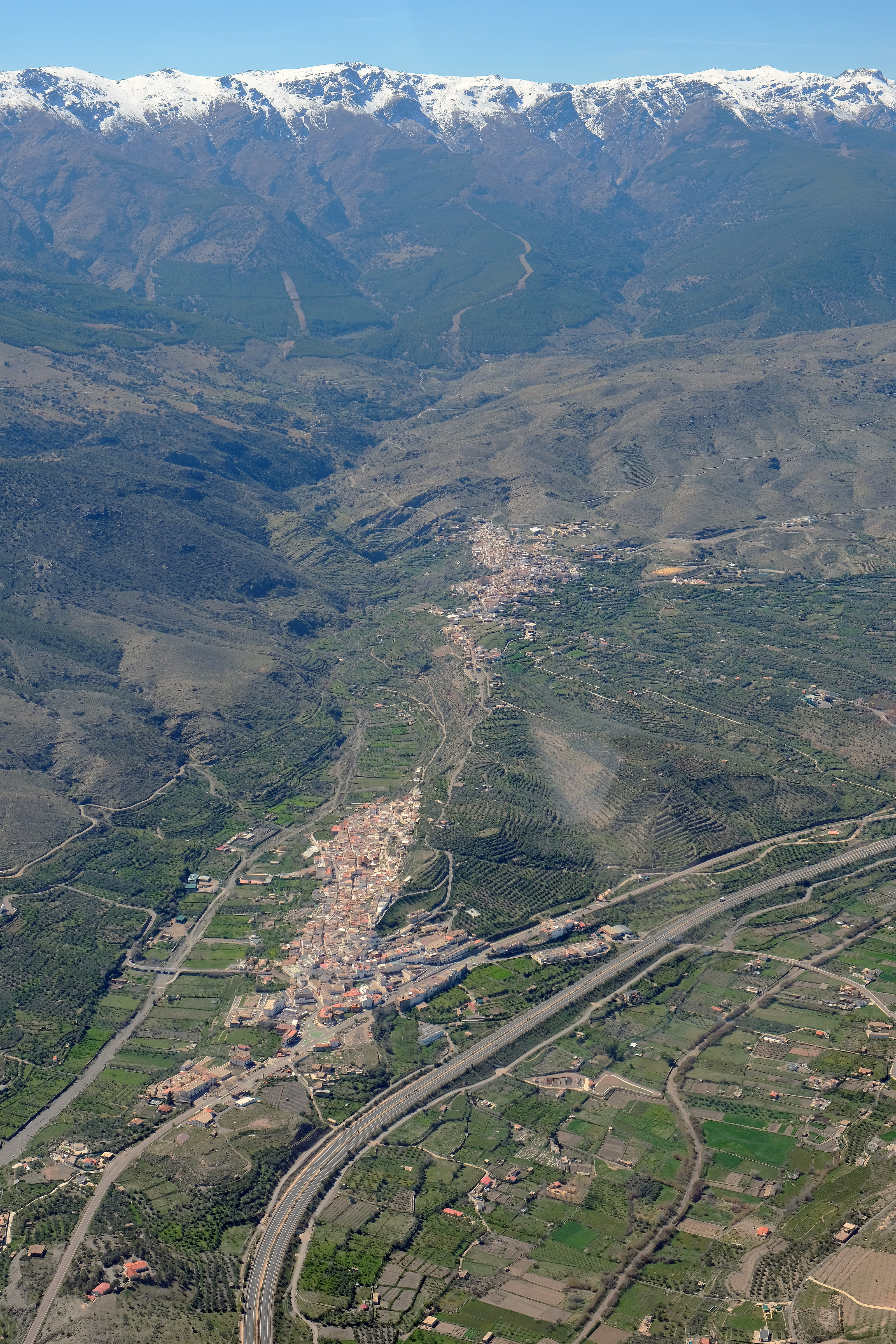
Vue vers le S-E : Abla (premier plan), Abrucena (un peu en arrière), à droite la A-92, à gauche la dépression du ruisseau de los Santos, la sierra Nevada en arrière-plan

### Localisation
La commune d'Abla se trouve dans le sud-est de l'Espagne, vers l'ouest de la province d'Almería et dans l'extrémité ouest de la comarque Filabres-Tabernas. Au nord, elle jouxte une commune de la province de Grenade : Baza, dans la comarque de Baza.
Tabernas est à 51 km est-sud-est ;
Almería à 68 km sud-est ;
Madrid à 483 km nord ;
Gibraltar à 353 km ouest-sud-ouest (distances par route).

### Généralités
Le territoire municipal de la commune occupe 46 km2.[réf. nécessaire] Il se trouve dans le pasillo de Fiñana, couloir entre la Sierra Nevada au sud et la Sierra de los Filabres au nord. C'est l'une des portes d'entrée vers l'Alpujarra almérienne.
Une partie du sud de la commune est incluse dans le parc naturel et parc national de la Sierra Nevada. Au nord, Abla jouxte la commune de Baza qui est entièrement dans le parc naturel de la sierra de Baza. 
En plus de la localité d'Abla, la commune inclut le petit noyau urbain de Las Adelfas.
Le Nacimiento (es), affluent de l'Andarax, traverse la commune d'ouest en est. Le ruisseau de los Santos (rambla de los Santos) traverse lui aussi la commune et conflue avec la rive droite (au sud) du Nacimiento juste avant que ce dernier ne quitte la commune.
Ces deux vallées encadrent l'autoroute A-92 de Séville à Grenade et Almería.

## Histoire
La ville d'Abla est citée dans les anciens itinéraires comme l'une des étapes de la via Augusta, sous le nom d'Alba. Grâce à l'épigraphie et aux monuments, il n'y a aucun doute que l'actuelle Abla était l'Alba romaine et l'Abula ibérique, et le siège épiscopal de l'évêque évangélisateur Second d'Abla (es).

## Administration
| Période                                  | Période | Identité | Étiquette | Qualité |
| ---------------------------------------- | ------- | -------- | --------- | ------- |
| N/A                                      | N/A     | N/A      | N/A       | Maire   |
| Les données manquantes sont à compléter. |         |          |           |         |